# Teenage Dream: The Complete Confection
Teenage Dream: The Complete Confection is een nieuwere versie van het album Teenage Dream. Hierop staan dezelfde twaalf nummers als het originele album met als extra 7 nieuwe nummers. Het album verscheen op 23 maart 2012. Als voorloper op het album werd op 13 februari 2012 het nummer Part of me als single uitgebracht. Later in 2012 kwam ook het nummer Wide Awake als single uit.

## Tracklist
| Track | Titel                               | Schrijver(s)                                                                     | Duur |
| ----- | ----------------------------------- | -------------------------------------------------------------------------------- | ---- |
| 1     | "Teenage Dream"                     | Katy Perry, Lukasz Gottwald, Max Martin, Bonnie McKee, Benjamin Levin            | 3:47 |
| 2     | "Last Friday Night (T.G.I.F.)"      | Katy Perry, Gottwald, Martin, McKee                                              | 3:50 |
| 3     | "California Gurls (ft. Snoop Dogg)" | Katy Perry, Bonnie McKee, Calvin Broadus, Max Martin, Lukasz "Dr. Luke" Gottwald | 3:56 |
| 4     | "Firework"                          | Katy Perry, Ester Dean, Tor Erik Hermansen, Mikkel S. Eriksen, Sandy vee         | 3:47 |
| 5     | "Peacock"                           | Katy Perry                                                                       | 3:51 |
| 6     | "Circle the Drain"                  | Katy Perry, Christopher Stewart, Terius Nash, Thaddis Harrell                    | 4:33 |
| 7     | "The One That Got Away"             | Katy Perry, Gottwald, Martin                                                     | 3:47 |
| 8     | "E.T."                              | Katy Perry, Gottwald, Martin, Joshua Coleman                                     | 3:26 |
| 9     | "Who Am I Living For?"              | Katy Perry                                                                       | 4:08 |
| 10    | "Pearl"                             | Katy Perry                                                                       | 4:07 |
| 11    | "Hummingbird Heartbeat"             | Katy Perry, Stewart, Nash, Harrell                                               | 3:32 |
| 12    | "Not Like the Movies"               | Katy Perry, Greg Wells                                                           | 4:06 |

Naast de 12 nummers op Teenage dream bevat het album ook de zeven volgende nummers:
| Track | Titel                                              | Schrijver(s) | Duur |
| ----- | -------------------------------------------------- | --- | ---- |
| 13    | "The One That Got Away (Acoustic)"                 | Katy Perry, Lukasz Gottwald, Max Martin | 4:19 |
| 14    | "Part of Me"                                       | Katy Perry, Bonnie McKee, Lukasz Gottwald, Max Martin, Henry Walter | 3:36 |
| 15    | "Wide Awake"                                       | Katy Perry, Max Martin, Lukasz Gottwald, Bonnie McKee, Henry Walter | 3:41 |
| 16    | "Dressin' up"                                      | Katy Perry, Matt Thiessen, C. Stewart, Monte Neuble | 3:44 |
| 17    | "E.T." (met Kanye West)                            | Katy Perry, Lukasz Gottwald, Max Martin, Joshua Coleman, Kanye West | 3:50 |
| 18    | "Last Friday Night (T.G.I.F.)" (met Missy Elliott) | Katy Perry, Lukasz Gottwald, Max Martin, Bonnie McKee, Melissa Elliott | 3:59 |
| 19    | "Tommie sunshine's megasix smash-up"               | Katy Perry, Lukasz Gottwald, Max Martin, Benjamin Levin, Bonnie McKee, Calvin Broadus, Tor Erik Hermansen, Mikkel Storleer Eriksen, Sandy Vee, Ester Dean, Joshua Coleman | 7:03 |

## Singles van het album
| Single met eventuele hitnotering(en) in de Nederlandse Top 40 | Datum van verschijnen | Datum van binnenkomst | Hoogste positie | Aantal weken | Opmerkingen                              |
| ------------------------------------------------------------- | --------------------- | --------------------- | --------------- | ------------ | ---------------------------------------- |
| Part of Me                                                    | 13-02-2012            | 10-03-2012            | 27              | 4            | Nr. 28 in Single Top 100 / Alarmschijf   |
| Wide Awake                                                    | 21-05-2012            | 16-06-2012            | 26              | 8            | Nr. 41 in de Single Top 100/ Alarmschijf |

| Single met hitnotering(en) in de Vlaamse Ultratop 50 | Datum van verschijnen | Datum van binnenkomst | Hoogste positie | Aantal weken | Opmerkingen |
| ---------------------------------------------------- | --------------------- | --------------------- | --------------- | ------------ | ----------- |
| Part of Me                                           | 2012                  | 07-04-2012            | 18              | 8            |             |
| Wide Awake                                           | 2012                  | 07-07-2012            | 25              | 10           |             |

## Hitnoteringen

### NederlandseAlbum Top 100
| Hitnotering: (Week 1 t/m 4) 31-03-2012 t/m 21-04-2012 Hitnotering: (Week 5) 07-07-2012 Hitnotering: (Week 6 t/m 12) 21-07-2012 t/m 01-09-2012 | Hitnotering: (Week 1 t/m 4) 31-03-2012 t/m 21-04-2012 Hitnotering: (Week 5) 07-07-2012 Hitnotering: (Week 6 t/m 12) 21-07-2012 t/m 01-09-2012 | Hitnotering: (Week 1 t/m 4) 31-03-2012 t/m 21-04-2012 Hitnotering: (Week 5) 07-07-2012 Hitnotering: (Week 6 t/m 12) 21-07-2012 t/m 01-09-2012 | Hitnotering: (Week 1 t/m 4) 31-03-2012 t/m 21-04-2012 Hitnotering: (Week 5) 07-07-2012 Hitnotering: (Week 6 t/m 12) 21-07-2012 t/m 01-09-2012 | Hitnotering: (Week 1 t/m 4) 31-03-2012 t/m 21-04-2012 Hitnotering: (Week 5) 07-07-2012 Hitnotering: (Week 6 t/m 12) 21-07-2012 t/m 01-09-2012 | Hitnotering: (Week 1 t/m 4) 31-03-2012 t/m 21-04-2012 Hitnotering: (Week 5) 07-07-2012 Hitnotering: (Week 6 t/m 12) 21-07-2012 t/m 01-09-2012 | Hitnotering: (Week 1 t/m 4) 31-03-2012 t/m 21-04-2012 Hitnotering: (Week 5) 07-07-2012 Hitnotering: (Week 6 t/m 12) 21-07-2012 t/m 01-09-2012 | Hitnotering: (Week 1 t/m 4) 31-03-2012 t/m 21-04-2012 Hitnotering: (Week 5) 07-07-2012 Hitnotering: (Week 6 t/m 12) 21-07-2012 t/m 01-09-2012 | Hitnotering: (Week 1 t/m 4) 31-03-2012 t/m 21-04-2012 Hitnotering: (Week 5) 07-07-2012 Hitnotering: (Week 6 t/m 12) 21-07-2012 t/m 01-09-2012 | Hitnotering: (Week 1 t/m 4) 31-03-2012 t/m 21-04-2012 Hitnotering: (Week 5) 07-07-2012 Hitnotering: (Week 6 t/m 12) 21-07-2012 t/m 01-09-2012 | Hitnotering: (Week 1 t/m 4) 31-03-2012 t/m 21-04-2012 Hitnotering: (Week 5) 07-07-2012 Hitnotering: (Week 6 t/m 12) 21-07-2012 t/m 01-09-2012 | Hitnotering: (Week 1 t/m 4) 31-03-2012 t/m 21-04-2012 Hitnotering: (Week 5) 07-07-2012 Hitnotering: (Week 6 t/m 12) 21-07-2012 t/m 01-09-2012 | Hitnotering: (Week 1 t/m 4) 31-03-2012 t/m 21-04-2012 Hitnotering: (Week 5) 07-07-2012 Hitnotering: (Week 6 t/m 12) 21-07-2012 t/m 01-09-2012 | Hitnotering: (Week 1 t/m 4) 31-03-2012 t/m 21-04-2012 Hitnotering: (Week 5) 07-07-2012 Hitnotering: (Week 6 t/m 12) 21-07-2012 t/m 01-09-2012 | Hitnotering: (Week 1 t/m 4) 31-03-2012 t/m 21-04-2012 Hitnotering: (Week 5) 07-07-2012 Hitnotering: (Week 6 t/m 12) 21-07-2012 t/m 01-09-2012 | Hitnotering: (Week 1 t/m 4) 31-03-2012 t/m 21-04-2012 Hitnotering: (Week 5) 07-07-2012 Hitnotering: (Week 6 t/m 12) 21-07-2012 t/m 01-09-2012 |
| Week: | 1 | 2 | 3 | 4 | | 5 | | 6 | 7 | 8 | 9 | 10 | 11 | 12 | |
| --- | --- | --- | --- | --- | --- | --- | --- | --- | --- | --- | --- | --- | --- | --- | --- |
| Positie: | 63 | 92 | 61 | 84 | uit | 93 | uit | 76 | 60 | 50 | 44 | 54 | 87 | 68 | uit |

### VlaamseUltratop 200Albums
| Hitnotering: 31-03-2012 t/m 13-10-2012 | Hitnotering: 31-03-2012 t/m 13-10-2012 | Hitnotering: 31-03-2012 t/m 13-10-2012 | Hitnotering: 31-03-2012 t/m 13-10-2012 | Hitnotering: 31-03-2012 t/m 13-10-2012 | Hitnotering: 31-03-2012 t/m 13-10-2012 | Hitnotering: 31-03-2012 t/m 13-10-2012 | Hitnotering: 31-03-2012 t/m 13-10-2012 | Hitnotering: 31-03-2012 t/m 13-10-2012 | Hitnotering: 31-03-2012 t/m 13-10-2012 | Hitnotering: 31-03-2012 t/m 13-10-2012 | Hitnotering: 31-03-2012 t/m 13-10-2012 | Hitnotering: 31-03-2012 t/m 13-10-2012 | Hitnotering: 31-03-2012 t/m 13-10-2012 | Hitnotering: 31-03-2012 t/m 13-10-2012 | Hitnotering: 31-03-2012 t/m 13-10-2012 | Hitnotering: 31-03-2012 t/m 13-10-2012 | Hitnotering: 31-03-2012 t/m 13-10-2012 | Hitnotering: 31-03-2012 t/m 13-10-2012 | Hitnotering: 31-03-2012 t/m 13-10-2012 | Hitnotering: 31-03-2012 t/m 13-10-2012 | Hitnotering: 31-03-2012 t/m 13-10-2012 | Hitnotering: 31-03-2012 t/m 13-10-2012 | Hitnotering: 31-03-2012 t/m 13-10-2012 | Hitnotering: 31-03-2012 t/m 13-10-2012 | Hitnotering: 31-03-2012 t/m 13-10-2012 |
| Week:                                  | 1                                      | 2                                      | 3                                      | 4                                      | 5                                      | 6                                      | 7                                      | 8                                      | 9                                      | 10                                     | 11                                     | 12                                     | 13                                     | 14                                     | 15                                     | 16                                     | 17                                     | 18                                     | 19                                     | 20                                     | 21                                     | 22                                     | 23                                     | 24                                     |                                        |
| -------------------------------------- | -------------------------------------- | -------------------------------------- | -------------------------------------- | -------------------------------------- | -------------------------------------- | -------------------------------------- | -------------------------------------- | -------------------------------------- | -------------------------------------- | -------------------------------------- | -------------------------------------- | -------------------------------------- | -------------------------------------- | -------------------------------------- | -------------------------------------- | -------------------------------------- | -------------------------------------- | -------------------------------------- | -------------------------------------- | -------------------------------------- | -------------------------------------- | -------------------------------------- | -------------------------------------- | -------------------------------------- | -------------------------------------- |
| Positie:                               | 52                                     | 40                                     | 29                                     | 14                                     | 25                                     | 41                                     | 45                                     | 53                                     | 57                                     | 67                                     | 73                                     | 120                                    | 132                                    | 90                                     | 80                                     | 87                                     | 85                                     | 78                                     | 56                                     | 47                                     | 57                                     | 84                                     | 51                                     | 87                                     | uit                                    |